# Sevim Sinmez Serbest
Sevim Sinmez Serbest (ur. 20 kwietnia 1987) – turecka lekkoatletka specjalizująca się w trójskoku i skoku w dal.
Na początku kariery bez powodzenia startowała na mistrzostwach świata juniorów (2006) i młodzieżowych mistrzostwach Europy (2007). W 2012 zdobyła brązowy medal w trójskoku podczas mistrzostw Bałkanów. Dwukrotna brązowa medalistka halowych mistrzostw krajów bałkańskich z początku 2013. W tym samym roku bez powodzenia startowała na halowych mistrzostwach Europy w Göteborgu. Medalistka mistrzostw Turcji.

## Osiągnięcia
| Rok  | Impreza                                 | Konkurencja  | Miejsce    | Lokata            | Wynik (m) |
| ---- | --------------------------------------- | ------------ | ---------- | ----------------- | --------- |
| 2006 | Mistrzostwa świata juniorów             | Pekin        | trójskok   | el. – 22. miejsce | 12,36     |
| 2007 | Młodzieżowe mistrzostwa Europy          | Hengelo      | trójskok   | el. – 16. miejsce | 12,14     |
| 2012 | Halowe mistrzostwa świata               | Stambuł      | trójskok   | el. – 28. miejsce | 13,13     |
| 2012 | Mistrzostwa krajów bałkańskich          | Eskişehir    | trójskok   | 3. miejsce        | 13,48     |
| 2013 | Halowe mistrzostwa krajów bałkańskich   | Stambuł      | trójskok   | 3. miejsce        | 13,37     |
| 2013 | Halowe mistrzostwa krajów bałkańskich   | Stambuł      | skok w dal | 3. miejsce        | 6,34      |
| 2013 | Halowe mistrzostwa Europy               | Göteborg     | trójskok   | el. –             | NM        |
| 2013 | Halowe mistrzostwa Europy               | Göteborg     | skok w dal | el. – 18. miejsce | 5,97      |
| 2013 | Superliga drużynowych mistrzostw Europy | Gateshead    | trójskok   | 11. miejsce       | 12,78     |
| 2013 | Superliga drużynowych mistrzostw Europy | Gateshead    | skok w dal | 11. miejsce       | 5,94      |
| 2013 | Igrzyska śródziemnomorskie              | Mersin       | skok w dal | 10. miejsce       | 5,61      |
| 2013 | Igrzyska śródziemnomorskie              | Mersin       | trójskok   | 5. miejsce        | 13,75     |
| 2013 | Uniwersjada                             | Kazań        | skok w dal | el. – 18. miejsce | 5,90      |
| 2013 | Uniwersjada                             | Kazań        | trójskok   | 9. miejsce        | 13,31     |
| 2013 | Mistrzostwa krajów bałkańskich          | Stara Zagora | skok w dal | 6. miejsce        | 5,71      |
| 2013 | Mistrzostwa krajów bałkańskich          | Stara Zagora | trójskok   | 4. miejsce        | 13,29     |
| 2013 | Igrzyska solidarności islamskiej        | Palembang    | skok wzwyż | 2. miejsce        | 1,65      |
| 2013 | Igrzyska solidarności islamskiej        | Palembang    | trójskok   | 4. miejsce        | 12,81     |
| 2014 | Mistrzostwa Europy                      | Zurych       | trójskok   | el. – 22. miejsce | 12,38     |

## Rekordy życiowe
- Skok w dal (stadion) – 6,32 (2012)
- Skok w dal (hala) – 6,37 (2013)
- Trójskok (stadion) – 13,95 (2013) rekord Turcji
- Trójskok (hala) – 13,64 (2013) były rekord Turcji